# Jeorá Matos Ferreyra
Jeorá Matos Ferreyra (nacido el 8 de mayo de 1964) es un exfutbolista brasileño que se desempeñaba como delantero.

## Trayectoria

### Clubes
| Club           | País  | Año  |
| -------------- | ----- | ---- |
| Verdy Kawasaki | Japón | 1992 |

## Palmarés

### Títulos nacionales
| Título         | Club           | País  | Año  |
| -------------- | -------------- | ----- | ---- |
| Copa J. League | Verdy Kawasaki | Japón | 1992 |